# Dünamo (företag)
Dünamo (sedan 1968 estniskt fullständigt namn: Dünamo" Eesti Vabariikliku Nõukogu Eksperimentaal-suusavabrik) var ett estniskt företag som tillverkade skidor, tennis- och badmintonracketar.
Företaget grundades 1944.
Under 1970- och 1980-talet var företaget en av de största skidtillverkarna i Sovjetunionen. 1977 började företaget, som det första i Sovjetunionen, att tillverka plastskidor.
1979 hade företaget 314 anställda och 1986 hade det ökat till 359 anställda.
1989 ombildades Dünamo till företaget Desurek som 1999 gick i konkurs.